# Pancorius scoparius
Pancorius scoparius är en spindelart som beskrevs av Simon 1902. Pancorius scoparius ingår i släktet Pancorius och familjen hoppspindlar. Inga underarter finns listade i Catalogue of Life.